# Nibbio (Samsung)
Pour les articles homonymes, voir Nibbio.
La Nibbio est une tablette tactile de la société italienne DaVinci Mobile Technology, affichant une résolution Full HD et supportant nativement les systèmes d'exploitation Android et Ubuntu 12.04.
Elle est équipée d'un SoC ARM Samsung Exynos 4412 et de 2 Go de RAM.